# قانون تفكيك نظام الإنقاذ (السودان)
قانون تفكيك نظام الإنقاذ هو قانون أجازه المجلس السيادي ومجلس الوزراء في السودان في 28 نوفمبر 2019، ويقضي بتفكيك نظام الرئيس السابق عمر البشير وإزالة تمكين حزب المؤتمر الوطني الذي حكم السودان لمدة 30 عاما.

## خلفية
بدأت التحركات لحل حزب المؤتمر الوطني منذ 29 أكتوبر 2019 وذلك خلال اجتماع مشترك بين مجلس السيادة ومجلس الوزراء وقوى إعلان الحرية والتغيير، حيث جرى تشكيل لجنة ثلاثية للتنسيق بين مستويات الحكم المختلفة، والقيادة السياسية للدولة، من 4 أعضاء من كل مكون من المكونات الثلاثة. وبحسب مصدر في اللجنة فإنها قدمت مشروع قانون لحل المؤتمر الوطني، ضمن الخطوات التي تقوم لإنهاء ما عُرَِف بسياسة «التمكين»، وتفكيك دولة الإسلاميين الذين تسلموا السلطة منذ يونيو 1989 بانقلاب عسكري على حكومة الصادق المهدي المنتخبة.
تم حل لجنة إزالة التمكين وتفكيك نظام الثلاثين من يونيو 1989 بتاريخ 25 أكتوبر 2021، وقامت محكمة الاستئناف السودانية بألغاء قرارتها تباعا.

## أبرز البنود
تضمن القانون عددا من البنود من أبرزها:
- تكوين لجنة باسم «تفكيك نظام الإنقاذ» مقرها مجلس الوزراء يرأسها أحد أعضاء مجلس السيادة.

- حل حزب المؤتمر الوطني، وحذفه من سجل التنظيمات والأحزاب السياسية.
- حل كل الواجهات الحزبية والمنظمات التابعة له أو لأي شخص أو كيان يعتبر من نتائج التمكين.
- مصادرة ممتلكات وأصول الحزب لصالح الحكومة.

- يحق للجنة القيام بالملاحقة القانونية ومصادرة الممتلكات لصالح وزارة المالية.

- حل النقابات والاتحادات المهنية وأصحاب العمل التي تمثل واجهات للحزب.

## ردود الفعل
واجه حزب المؤتمر الوطني قانون التفكيك بالتحذير والتهديد «بوابل من الغضب» وقال «أي خطوة من السلطات لحل حزب المؤتمر الوطني، ومنعه من حقه المشروع في الممارسة السياسية ستواجه بوابل من الغضب الذي لن يسلم منه أحد».